# Широкосіточниця
Широкосіточниця (Platydictya) — рід мохів родини Amblystegiaceae.
Види цього роду зустрічаються в Євразії, Північній Америці, Антарктиді.
Види:
- Platydictya acuminata (Lindb. & Arnell) Ignatov[1]
- Platydictya baicalensis (Ignatov & Ochyra) Hedenäs & N.Pedersen[1]